# 24332 Shaunalinn
24332 Shaunalinn è un asteroide della fascia principale. Scoperto nel 2000, presenta un'orbita caratterizzata da un semiasse maggiore pari a 2,4018332 UA e da un'eccentricità di 0,1955858, inclinata di 3,29106° rispetto all'eclittica.
È stato intitolato a Shauna Theresa Linn (1990), studentessa premiata nel 2008 al concorso internazionale Intel per la scienza e l'ingegneria.